# A Very Harold & Kumar 3D Christmas
A Very Harold & Kumar 3D Christmas é um filme de comédia estadunidense lançado em 2011, dirigido por Todd Strauss-Schulson e escrito por Jon Hurwitz e Hayden Schlossberg. Kal Penn e John Cho estrelam o longa metragem, reprisando seus papeis do filme anterior da trilogia, como Kumar Patel e Harold Lee, respectivamente. Foi lançado nos Estados Unidos em 4 de novembro de 2011 e 30 de janeiro de 2012 no Brasil.

## Sinopse
Seis anos após os últimos incidentes, Kumar Patel (Kal Penn) e  Harold Lee (John Cho), que já não se viam há quase dois anos, voltam a se encontrar. Apesar de cada um ter feito novas amizades, pois Harold resolveu que estava na hora seguir sua vida e deixar a curtição de lado, porém Kumar ainda continuou vivendo "chapado" e curtindo. Por acaso neste ano, Kumar recebe uma encomenda no velho apartamento dos dois, no qual ele ainda vive. A encomenda era destinada para Harold, que havia se mudado de lá. Quando Kumar resolve devolver a encomenda a Harold, ele o convida para passarem o Natal juntos em sua casa, que estava recebendo a visita de seu sogro. Todavia, Harold Lee ao tentar abrir a encomenda, sem querer, acaba incendiando a árvore de Natal de seu sogro que saiu e irá voltar em pouco tempo, com medo dele, junto a seu amigo Kumar, vão em busca de uma árvore de Natal nova.

## Elenco
- Kal Penn como Kumar Patel
- John Cho como Harold Lee
- Neil Patrick Harris como ele mesmo
- RZA como Lamar
- Patton Oswalt como Mall Santa
- Paula Garcés como Maria
- Danny Trejo como Mr. Perez
- Danneel Harris como Vanessa Fanning